# دبي زمان
دبي زمان قناة فضائية إماراتية تابعة لمجموعة تلفزيون دبي المملوكة من قبل مؤسسة دبي للإعلام، تأسست في 23 أبريل 2015، وتبث القناة من مدينة دبي، وخصص محتواها لبث مجموعة من المسلسلات والبرامج والمنوعات القديمة التي أنتجتها مؤسسة دبي للإعلام في فترة السبعينيات والثمانينيات.

## روابط خارجية
الموقع الرسمي للقناة